# Helen Gallagher
Helen Gallagher (Nova Iorque, 19 de julho de 1926 – Nova Iorque, 24 de novembro de 2024) foi uma atriz, cantora e dançarina estadunidense, vencedora dos prêmios Tony e Emmy.

## Biografia
Nascida no Brooklyn, Gallagher foi criada em Scarsdale, Nova York, até a Grande Depressão, quando sua família se mudou para o Bronx. Seus pais se separaram e ela foi criada por uma tia. 
Gallagher apareceu em vários musicais da Broadway, incluindo Make a Wish, Hazel Flagg, Portofino, High Button Shoes, Sweet Charity (ganhando uma indicação ao Tony Award de 1967 de melhor atriz em um musical) e Cry for Us All. Em 1952, ela ganhou um Tony Award por seu trabalho no renascimento de "Pal Joey"
Em 1952, ela ganhou um Tony Award por seu trabalho em Pal Joey. Em 1971, ela ganhou seu segundo Tony por seu papel no revival do musical No, No, Nanette, que também foi estrelado por Ruby Keeler e Patsy Kelly. Seu primeiro papel na Broadway foi em 1953 em Hazel Flagg, baseado no filme Nothing Sacred de 1937.
Apesar de seu extenso trabalho no teatro, ela é talvez mais conhecida como a delicada matriarca irlandesa Maeve Ryan na soap opera Ryan's Hope, um papel que ela desempenhou durante toda as 13 temporadas, de 1975 a 1989. Ela foi nomeada por cinco anos ao Emmy Awards por seu trabalho na série, vencendo em 1976, 1977 e 1988. Ela apareceu também em Another World, All My Children e One Life to Live. 

## Morte
Gallagher morreu na cidade de Nova York em 24 de novembro de 2024, aos 98 anos.